# Louis Glangeaud
Louis Glangeaud, né le 13 juillet 1903 à Tulle (Corrèze) et décédé le 22 mars 1986 à Villejuif, est un géologue et minéralogiste français. Il est le fils de Philippe Glangeaud. Son épouse est décédée en 1992.

## Biographie
Louis Glangeaud naît en 1903 à Tulle.
Docteur ès sciences, Louis Glangeaud a rédigé plus de 250 publications, notes ou mémoires sur la France, l'Afrique du Nord, la Méditerranée et l'Italie.
Il a exercé plusieurs postes, notamment : 
- Professeur à la Sorbonne (chaire de géodynamique).
- Professeur (1943-1955) puis doyen à la faculté des sciences de Besançon.
- Professeur à la faculté des sciences de Paris (chaire de géologie dynamique) (1955 à 1974).
- Directeur (1961-1976) puis directeur honoraire de l'Institut océanographique de Villefranche-sur-Mer.
- Président honoraire de la Société géologique de France.
- Vice-président international de l'Union géophysique (volcanologie)
- Président de la Société française de minéralogie (1970).

Il est inhumé, comme son père, au cimetière des Carmes de Clermont-Ferrand (allée 30, no 236).

## Publications
- "Étude géologique du nord de la province d'Alger" (1932)
- "Volcans d'Auvergne" (1943-1970)
- "L'écorce terrestre" (1960)
- "Paléographie dynamique de la Méditerranée et de ses bordures" (1961-1970)
- "Les méthodes géodynamiques" (1970-1972).
- "Sur les Dépôts marins du Flandrien dans l'estuaire de la Gironde" 1935
  - "Observations sur la géologie et la tectonique de la région d'Arcachon" 1935 L. Glangeaud et R. Saugnac

## Honneurs et distinctions
- Louis Glangeaud est  membre de Académie des sciences depuis le 29 mars 1968 dans la section de minéralogie et géologie et depuis 1976 dans la section des sciences de l'univers
- Officier de la Légion d'honneur
- Croix du combattant volontaire de la Résistance
- Médaille commémorative des services volontaires dans la France libre
- Commandeur des Palmes académiques
- Chevalier du Mérite agricole
- Lauréat de l'Institut de France (1935)
- Lauréat de la Société géologique de France (1938-1979)
- Prix Gaudry (1979)
- Docteur honoris causa de l'Université de Neuchâtel